# Kim Ju-young
Kim Ju-young, citato anche come Kim Joo-young ((김주영?, 金周榮?); Seul, 9 settembre 1988), è un ex calciatore sudcoreano, difensore.

## Carriera

### Club
Ha giocato nella massima serie del campionato sudcoreano con Gyeongnam e Seoul.

### Nazionale
Ha esordito con la Nazionale sudcoreana nel 2014.

## Palmarès

### Club
- K League 1

FC Seoul: 2012

### Nazionale
Giochi asiatici: 1
2010
Coppa dell'Asia orientale
2015